# CLion
CLion је интегрисано развојно окружење за програмске језике Це и C++. Постоји бесплатна пробна верзија програма на 30 дана. Доступан је за Windows, те за оперативне системе Mac OS и Линукс.

## Шта је ново
Са ажурирањем 2017.1 окружење за развој "CLion" сазнала о C++17 и C++14. То побољшава искуство отклањање грешака са циљем да се развије и модуларни тест са подршком фреймворка Catch. Поред тога, корисници Windows може да провери нову експерименталну подршку за компилатора "Мицрософт Висуал C++ - у".